# 梁廷嗣
梁廷嗣，辽朝官员，祖籍定州，梁文規次子，梁援的曾祖父。
梁廷嗣官至范阳县令，辽景宗即位，将养母孟氏嫁给他为妻。以大水泺之侧四十里，契丹人七户赐给他。特授贵德州节度副使。梁廷嗣以辽穆宗所赐衣带、宝玉、器币价值巨万的进献，奏对称旨，授为宁远军节度使。请求以医巫闾山的近地，作为别业。皇帝于是赏赐。命奉先军节度使崔匡道经营墓地。以监周峪为茔，用居民三十户租赋赡给。因为高阳的旧墓，有水害，于是家族墓地都迁到新地。其三子，小儿子梁延敬，官至内供奉班袛候，娶荆王之女耶律氏为妻，生子梁仲方，官至宥州刺史。梁仲方之子梁援。